# Panzerfaust hadművelet
A Panzerfaust hadművelet (németül: Unternehmen Panzerfaust) vagy Mickey Mouse hadművelet a Wehrmacht katonai művelete volt 1944 októberében. Célja a Magyar Királyság német-szövetséges politikájának megőrzése a második világháború alatt. Amikor Adolf Hitler német diktátor értesült arról, hogy Magyarország kormányzója, Horthy Miklós titokban országa feladásáról tárgyal az előrenyomuló Vörös Hadsereggel, Magyarországra küldte Otto Skorzenyt, a Waffen-SS vezetőjét és Adrian von Fölkersamot, a különleges erők parancsnokát. Hitler  tartott attól, hogy Magyarország átállása a front teljes összeomlásához vezetne, ugyanis Románia éppen csatlakozott a szovjetekhez, és elvágta volna az egymillió fős német balkáni hadsereget az utánpótlástól, amelyik még mindig a szovjet előrenyomulás ellen harcolt a Balkánon. A hadműveletet a Margarethe hadművelet előzte meg 1944 márciusában, amely Magyarország német csapatok általi megszállása volt, és Hitler azt remélte, hogy ezzel biztosítja Magyarország helyét a tengelyhatalmak között. Ez lehetővé tette a magyar zsidók többségének deportálását is, amely korábban a nácik hatókörén kívül volt, és a kormányzó ellenállt a nácik nyomásának ezen a téren.

## Előzmények
Skorzeny, miután tudomást szerzett Horthy tervéről, miszerint a kormányzó fia, ifjabb Horthy Miklós a szovjet hadsereg képviselőivel tárgyalt a fegyverszünetről, utasítást kapott Horthy lemondatására. Ifjabb Horthyt a Német Biztonsági Szolgálat közvetítőkön keresztül tájékoztatta, hogy Tito jugoszláv marsall emberei találkoznának vele. A találkozót október 15-re tűzték ki Bornemisza Felix, a magyar dunai kikötők igazgatójának irodájában. Remélte, hogy a jugoszláv képviselőknek fontos híreik lesznek, azonban az épületbe belépve Skorzeny és emberei megtámadták és letartóztatták. Ezután elrabolták, egy szőnyegbe csavarták, és egy repülőtérre szállították, végül Bécsbe vitték a kormányzó fiát. Innen a mauthauseni koncentrációs táborba szállították.

## Horthy fegyverszüneti nyilatkozata
A kelet-magyarországi szovjet haderővel kapcsolatban álló Miklós Béla vezérezredes, az 1. hadsereg parancsnoka kezdett tárgyalni a fegyverszünetről. Bár Horthy meggyőződéses antikommunista volt, a nácikkal való kapcsolata alapján arra a következtetésre jutott, hogy a szovjetek a "kisebbik rossz". A szovjetek készségesen megígérték, hogy Magyarország autonóm és szuverén marad, ha szembefordulnak korábbi szövetségesükkel.
Horthy a Budai Várból kormányzott, ami egy jól őrzött erődítmény volt. A kormányzó a németeket hibáztatta Magyarország háborúba sodródásáért, és a Koronatanács ülésén kijelentette:
Ma már minden józanul gondolkodó előtt kétségtelen, hogy a Német Birodalom ezt a háborút elvesztette. A hazájuk sorsáért felelős kormányzatok le kell hogy vonják ennek következményeit, mert amint azt a nagy német államférfi, Bismarck mondotta: egy nép sem áldozhatja fel magát a szövetségi hűség oltárán. Történelmi felelősségem tudatában meg kell hogy tegyek minden lépést abban az irányban, hogy a további felesleges vérontást elkerüljük. Olyan nép, amely egy már elveszett háborúban szolgalelkűséggel idegen érdekek védelmében utóvédharcok színterévé engedi tenni apáitól örökölt földjét, elvesztené a világ közvéleménye előtt megbecsülését. Szomorúan kell megállapítanom, hogy a Német Birodalom a szövetségi hűséget a maga részéről velünk szemben már régen megszegte.
1944. október 15-én délután két órakor Horthy országos rádióbeszédében bejelentette, hogy Magyarország fegyverszünetet kötött a szovjetekkel. A németek azonban tudtában voltak Horthy mesterkedéseinek, és már megkezdték a terv megvalósítását, miszerint egy nácibarát kormányzatot ültessenek a kormányba. A Nyilaskeresztes Párt náci segítséggel röviddel Horthy lemondatása után elfoglalta a rádiót. Egy párttag ellenkiáltványt írt a Magyar Honvédség vezérkari főnökének, Vörös János  tábornoknak a nevében. A Budapesten állomásozó két honvéd hadsereg parancsnokát és helyettesét letartóztatták, a parancsokat innentől a nyilaskeresztesek adták.
Skorzeny ezután német csapatokból és négy Tiger II tankból álló konvojt indított a Budai Vár bécsi kapujához. Horthy felismerte, hogy nincs elég egysége szembeszállni a német páncélosokkal. Parancsot adott ki, hogy "nem szabad ellenállást tanúsítani". Az egyik egység nem kapta meg ezeket a parancsokat, és körülbelül 30 percig harcolt a németekkel.

## Horthy lemondatása
Horthyt később, október 15-én Edmund Veesenmayer és emberei őrizetbe vették. Egy éjszakát a Waffen-SS irodájában töltött, majd visszatért a palotába, hogy összeszedje személyes holmijait. Ott szembesült azzal a követeléssel, hogy írja alá a Lakatos Géza miniszterelnök által benyújtott, géppel írt nyilatkozatot. A közlemény szerint Horthy visszavonja a fegyverszüneti nyilatkozatot, lemond, és átadja a hatalmat a nyilas Szálasi Ferencnek. Horthyt meglepte, hogy hűséges barátja személyesen biztatja a dokumentum aláírására. Lakatos azonban közölte, hogy fia élete forog kockán, és nincs választása. Amikor Horthy megkérdezte Veesenmayert, hogy ez igaz-e, Veesenmayer megerősítette a fenyegetést. A kormányzó megértette, hogy ezzel a nyilas puccsra akarták rányomni tekintélyének bélyegét, azonban engedett, és aláírta.
Horthy később így magyarázta kapitulációját: "Sem nem mondtam le, se nem neveztem ki Szálasi miniszterelnököt, csupán az aláírásomat cseréltem a fiam életére. Egy férfitól gépfegyvernél kicsavart aláírásnak aligha lehet törvényessége."
Annak ellenére, hogy Veesenmayer ünnepélyesen megígérte Horthy fiának a német koncentrációs táborból való szabadulását, ifjabb Miklós a háború végéig, 1945. május 8-ig fogságban maradt. Horthyt a németországi Weilheim melletti Schloss Hirschbergbe szállították, és 100 Waffen-SS-es őrizte. 1945. május 1-jén Alexander Patch altábornagy, az amerikai 7. hadsereg parancsnoka meglátogatta Horthyt várbörtönében. Mivel Magyarország a végsőkig harcolt Németország mellett, Horthyt hadifogolynak tekintették. Hét hónappal később, 1945. december 17-én kiengedték a nürnbergi büntetés-végrehajtási intézetből, és családjával egy weilheimi magánházban találkozhatott.

## Fordítás
Ez a szócikk részben vagy egészben  az   Operation Panzerfaust című angol Wikipédia-szócikk fordításán alapul.  Az eredeti cikk szerkesztőit annak laptörténete sorolja fel. Ez a jelzés csupán a megfogalmazás eredetét és a szerzői jogokat jelzi, nem szolgál a cikkben szereplő információk forrásmegjelöléseként.

## Kapcsolódó oldalak
- Margarethe hadművelet